# Caroline (albums)
Cet article concerne une série d'albums. Pour l'adaptation télévisée qui en est faite, voir Caroline et ses amis. Pour la série télévisée québécoise, voir Caroline (série télévisée).
Caroline est une série française de 44 albums pour enfants, écrits et illustrés par Pierre Probst, et publiés de 1953 à 2007. L'héroïne est une petite fille à couettes blondes âgée de sept à dix ans, active, moderne, indépendante, qui vit comme une grande personne. Elle est entourée de huit jeunes animaux espiègles et gaffeurs qui parlent et agissent comme des humains.

## Genèse
À partir de 1951, le dessinateur Pierre Probst crée de jeunes animaux pour des livres de la collection « Les Albums roses » de chez Hachette : Pouf et Noiraud campeurs, Le Voyage de Pipo, Pouf et Noiraud bricoleurs, Youpi au zoo… Didier Fouret, directeur d’Hachette Jeunesse, lui propose de créer un personnage humain, un garçon, qui serait entouré de tous ces jeunes animaux. Pierre Probst opte pour une fille, car il a une fille, Simone, 12 ans, un vrai garçon manqué. Elle lui a déjà servi de modèle dans Youpi et Caroline (1953), pour un personnage secondaire à qui Probst a donné le prénom de sa grand-mère : Caroline, « une vieille dame délicieuse, un peu indigne, qui se nourrissait de café au lait et d'aspirine ». Caroline devient alors le personnage principal d'une série que Probst dessine, mais dont il écrit également les textes. Le premier album, Une fête chez Caroline, paraît en 1953, et rencontre aussitôt le succès.

## Univers

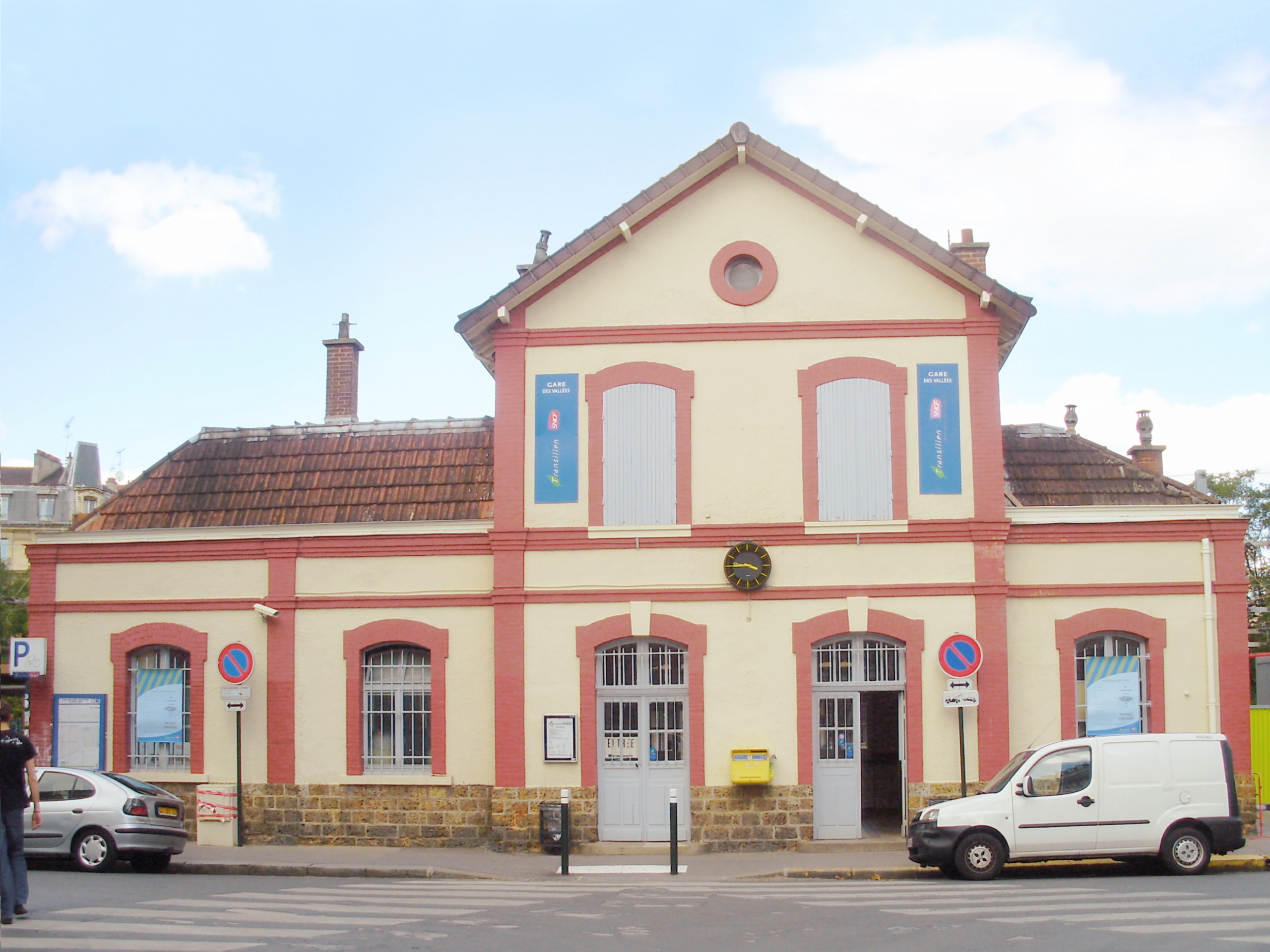
La gare des Vallées figure dans Une fête chez Caroline (en tant que « gare de Belles-Fleurs ») et dans Caroline aux sports d'hiver (sous son véritable nom). Caroline semble habiter tout près, comme Pierre Probst qui habite La Garenne-Colombes.

En dépit de décors et de costumes réalistes, l'univers de Caroline baigne résolument dans l'invraisemblable : la petite fille vit comme une adulte, les jeunes animaux se comportent comme des humains, et nul témoin ne paraît s'en étonner. La série se caractérise par la fantaisie et l'humour. Dans les illustrations se nichent en effet nombre de gags — mini-catastrophes déclenchées par les huit petits étourdis —.
La variété des thèmes et des aventures est très grande. Caroline et ses amis parcourent le monde entier (Inde, Canada, Égypte, pôle Nord) et même la Lune. Certaines histoires ont un parfum d'enquête policière (Caroline détective) ou scientifique (Caroline et le mystère du chat fossile). Certaines flirtent avec l'angoisse (Caroline et l'île mystérieuse) ou le fantastique (Caroline et le fantôme du Loch Ness). L'une aborde l'Histoire (Caroline à travers les âges), l'autre le conte philosophique (Caroline chez les Lillipuchiens)… Dans Caroline à Paris, Caroline envoie des cartes postales à ses parents à la véritable adresse de Pierre Probst à Pontgouin. Dans Caroline déménage où elle doit quitter sa maison en meulière sur le point d'être démolie, Caroline dévoile son coffre à jouets qui contient ses huit amis… en peluche, révélant ainsi la duplicité entre réalité et fiction.

## Personnages

### Caroline
Coiffée de deux couettes blondes, de beaux yeux bleus, Caroline est une petite fille moderne, active, indépendante. Elle porte un chemisier blanc et une salopette rouge. Elle est chaussée de ballerines blanches, qui deviennent par la suite des tennis. Au début, elle a sept ou huit ans. Les rééditions sont l'occasion de la faire grandir un peu : en 1984, dans la réédition en petit format du premier album, elle a environ dix ans. Mais ses activités sont bien au-dessus de son âge : elle conduit son automobile en tractant une caravane, dirige un cirque, loue un camion pour déménager, s'achète une maison de campagne qu'elle rénove elle-même, voyage en toute liberté. Comme ses turbulents compagnons rivalisent de fantaisie et d'insouciance, elle veille sur eux dans les situations les plus abracadabrantes. Elle intervient avec à-propos, sauve la situation, montrant un joli sens des responsabilités : « Ce qui a tout de suite fait la force de Caroline, dit Pierre Probst, c'est qu'elle prenait en main la destinée de sa petite équipe d'animaux, un peu à la manière d'une cheftaine scoute. » Elle ne pleure qu'une fois, dans Caroline aux sports d'hiver, quand Bobi a disparu après un prodigieux saut à ski.
Le grand-père du grand-père de Caroline s'appelle Jolibois, il a émigré au Canada, source Caroline au Canada où Caroline découvre un lointain cousin.

### Les huit «animaux anthropomorphes», amis de Caroline

#### Créés avant la série
- Pitou la panthère anthropomorphe, paresseuse et rusée. Pierre Probst la crée pour Pitou la petite panthère, paru en 1952 dans la collection « Les Albums roses ». C'est le premier personnage de la future série Caroline.
- Pouf, chaton blanc anthropomorphe à nœud papillon bleu. Élégant, un peu snob, farfelu. Il ennuie tout le monde quand il détaille trop longuement ses rêves de grandeur. Il n'aime ni l'eau ni le froid.
- Noiraud, chaton noir  anthropomorphe à casquette jaune et bleu. espiègle, fanfaron, farceur, imprévisible. Il aime rire et a une tendance à l'affabulation. La même répulsion que Pouf pour l'eau et le froid.
- Pipo, chien de berger efficace, courageux. Le sens du devoir. Indépendant, débrouillard, curieux, intelligent, vif. Il n'apparaît pas dans les deux premiers albums de Caroline, mais dans le troisième, Caroline aux Indes.
- Youpi, cocker naïf, turbulent, un peu bougon, mais très généreux, dévoué et affectueux. Peureux et casanier, il aime se faire câliner par Caroline[1].

#### Créés dans le premier album
- Boum l’ourson anthropomorphe. Rêveur, gourmand. Beaucoup de bonne volonté, mais de la maladresse.
- Kid le lionceau anthropomorphe. Un peu paresseux, comme Pitou. Glouton, mais fort, brave, gentil, serviable[1].

#### Créé dans Le Voyage de Caroline
Bobi le  chiot noir et blanc anthropomorphe, rieur et intrépide. Beaucoup de dons naturels. Il excelle dans toutes les disciplines sportives (grâce parfois à la complicité de Pipo). Il apparaît dans le deuxième album, Le Voyage de Caroline.
| Langue            | Caroline                 | Pitou | Pouf  | Noiraud | Pipo  | Youpi | Boum         | Kid   | Bobi   |
| ----------------- | ------------------------ | ----- | ----- | ------- | ----- | ----- | ------------ | ----- | ------ |
| Allemand          | Katrin / Steffi / Stupsi |       | Mauz  | Bauz    | Pipo  | Juppi |              |       | Bobby  |
| Anglais           | Caroline                 |       | Snowy | Smokey  | Pip   | Toffy | Broggie Bear | Shebo | Binkie |
| Anglais américain | Caroline                 | Spots | Puff  | Inky    | Mopsy | Rusty | Bruno        | Leon  | Bobby  |

## L'automobile de Caroline

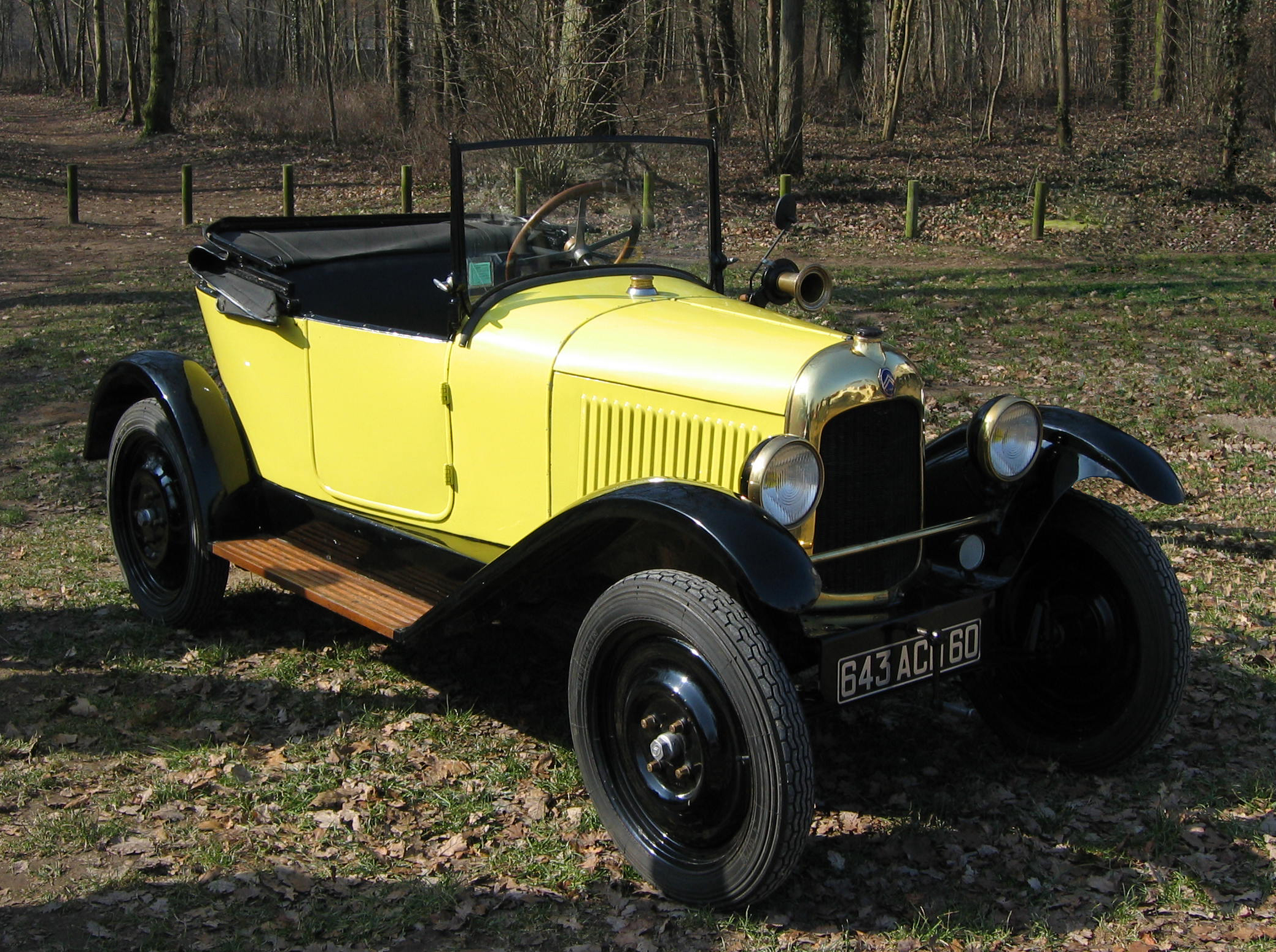
Une 5 CV Citroën de mêmes couleurs que celle de Caroline.

L'automobile de Caroline est une antique 5 CV « Trèfle » jaune et noir des années 1920, qui annonce le tacot jaune et noir de Gaston Lagaffe. Probst s'est inspiré de la voiture de son père. Caroline la conduit, de même que le chat Pouf, le chien Youpi ou le chien Bobi. Les gendarmes semblent trouver cela normal, reprochant seulement aux petits animaux de livrer une bataille de pommes de terre au beau milieu de la route. Cette automobile comporte un spider où deux animaux peuvent prendre place.

## Titus
Titus est un robot (« affectueux et dévoué », dit le descriptif du marchand) que Caroline achète pour faire le ménage en vacances, à la place de ses huit petits paresseux. Il n'apparaît que dans quelques albums (Caroline et le robot, Caroline et l'île mystérieuse, Caroline en Égypte, Caroline et les vacances de Titus, Caroline baby-sitter, Le Noël de Caroline…) 

## Les 44 albums
Les albums sont composés de 28 pages. Ils paraissent d'abord en grand format (227 × 310 mm). Le premier album de Caroline est d'ailleurs le deuxième d'une collection qui a pour nom « Les Grands albums Hachette ».
- En 1972, à l'occasion de la parution d'un ensemble des 15 premiers volumes, quelques titres changent.
- En  1974, le texte de cinq albums est remanié.
- En 1984, l'éditeur décide de réduire le format à 196 × 270 mm, ce qui est l'occasion pour Probst de moderniser certains éléments de costume ou de décor, voire de redessiner entièrement certains albums[1]. En 30 ans, le dessin a pris beaucoup d'élégance[8]. Les couleurs intimistes, les fonds sombres de 1953 cèdent la place à une grande luminosité.

De nombreux albums sont traduits dans une quinzaine de pays.

### Grand format
- Une fête chez Caroline, grand format (227 × 310 mm), 1953 :
  - titre changé en Caroline invite ses amis, 1972 ;
  - réédité en petit format (196 × 270 mm), 1984 ;
  - réédité en tirage limité, dans le format d'origine et sous le titre d'origine, 10 avril 2013.
- Le Voyage de Caroline, 1954 :
  - titre changé en Caroline voyage, 1972.
  - texte remanié, 1974.
- Caroline aux Indes, 1955.
  - texte remanié, 1974.
  - passage au petit format dans un des albums Trois histoires de Caroline, où cette histoire est réunie à Caroline aux sports d'hiver et Caroline et la galette des Rois, 1995.
- La Maison de Caroline, 1956 :
  - titre changé en Caroline et sa maison, 1972.
  - rééd. petit format, 1985.
- L'Automobile de Caroline, 1957 :
  - titre changé en Caroline et son automobile, 1972.
  - texte remanié, 1974.
  - rééd. petit format, 1993.
- Les Vacances de Caroline, 1958 :
  - titre changé en Caroline en vacances, 1972.
  - texte remanié, 1974.
  - rééd. petit format, 1985.
- Caroline aux sports d’hiver, 1959 :
  - rééd. petit format 1984.
- Caroline en Europe, 1960.
- Caroline au ranch, 1961 :
  - rééd. petit format 1991.
- Caroline au pôle Nord, 1962 :
  - rééd. petit format 1986.
- Le Cirque Caroline, 1963 :
  - titre changé en  Caroline au cirque, 1972 ;
  - rééd. petit format 1985.
- Caroline à la mer, 1965 :
  - rééd. petit format 1986.
- Caroline sur la Lune, 1965 :
  - rééd. petit format 1989.
- Caroline à travers les âges, 1966 :
  - texte remanié, 1974.
  - rééd. petit format 1985.
- Caroline au Canada, 1972.
- Caroline visite Paris, 1979 :
  - rééd. petit format 1997.
- Caroline en randonnée, 1982 :
  - rééd. petit format 1986.

### Petit format
- Caroline chez les Lillipuchiens (1984)
- Caroline et le robot (1986)
- Caroline à la ferme (1987)
- Caroline déménage (1987)
- Caroline détective (1988)
- Caroline fait du cheval (1989)
- Caroline et la galette des Rois (1989)
- Caroline et l’île mystérieuse (1990)
- Caroline en Égypte (1991)
- Caroline au carnaval (1992)
- Le Noël de Caroline (1992)
- Caroline en Russie (1993)
- Caroline et le mystère du chat fossile (1994)
- Caroline et Boum ermite (1994)
- Caroline et les vacances de Titus (1995)
- La Croisière de Caroline (1995)
- Caroline dans les alpages (1996)
- Caroline et l'apprenti sorcier (1997)
  - titre changé en Caroline et l’apprenti magicien (2002)
- Caroline et les vagabonds (1999)
- Caroline et les extraterrestres (2000)
- Caroline au stade (2001)
- Caroline en Amérique (2001)
- Caroline et la varicelle (2002)
- Caroline et le potager ensorcelé (2003)
- Caroline et le fantôme du Loch Ness (2004)
- Caroline baby-sitter  (2005)
- Caroline fait du cinéma (2007 - parution posthume)

Pierre Probst meurt le 12 avril 2007, à 93 ans, laissant inachevé un 45e album, Caroline et l'invisible Bobi.

## Adaptations

### Albums roses
On trouve, dans la collection « Les Albums roses » de Hachette (164 × 197 mm), Youpi et Caroline (1953). Ce n'est pas une adaptation : il a été conçu avant le premier album Caroline. En revanche, la même collection propose par la suite des adaptations de la série. Les illustrations sont de Pierre Probst, non le texte.
- Caroline en avion (1957)
- Caroline et son cousin (1959)

### Romans
De 1960, à 1983, la série de Pierre Probst est adaptée en romans (125 × 170 mm) dans la « Nouvelle bibliothèque rose » et la « Bibliothèque rose » d'Hachette. Les textes sont de Lélio, un collectif d'auteurs (c'est Claude Santelli qui écrit le premier volume, Caroline, Pouf et Youpi, et Michèle Khan pour la suite). Plusieurs illustrateurs se succèdent.

#### Nouvelle bibliothèque rose
- Caroline, Pouf et Youpi - illustré par Pierre Probst (1960)
- Caroline chez monsieur Belazur - ill. Jannot (1962)
- Caroline en reportage - ill. Pierre Probst (1966)
- Caroline et la poupée mécanique - ill. Pierre Probst (1967)
- Une récompense pour Caroline - ill. Pierre Probst (1968)
- Caroline et le perroquet - ill. Pierre Probst( 1971)

#### Bibliothèque rose
- Caroline et le serpent à plumes - illustré par Pierre Probst (1973)
- Caroline et le train surprise - ill. Jean Sidobre (1974)
- Caroline et le ballon voyageur - ill. Jean Sidobre (1975)
- Caroline et la pépite d'or - ill. Jean Sidobre (1976)
- Caroline et la petite sirène - ill. Pierre Leroy (1977)
- Caroline chez les Rigolkiri -  ill. Franck Leroy (1979)
- Caroline et la soucoupe volante - ill. Jean Sidobre (1980)
- Caroline et la panthère mauve - ill. Jean Sidobre (1983)

### Collection «Caroline câlin»
De 1992 à 1994, des personnages popularisés par la série Caroline apparaissent dans des albums de 16 pages (161 × 140 mm) signés Pierre Probst, formant la collection « Caroline câlin » de Hachette. Outre deux rééditions (Youpi et Caroline, déjà paru dans « Les Albums roses » en 1953, et Pouf et Youpi boxeurs, déjà paru dans « Mon premier album Hachette » en 1972), on trouve :
- Pouf et Noiraud bricoleurs (1992)
- Youpi à l'école (1992)
- Pouf et Noiraud aux sports d'hiver (1992)
- Pouf et Noiraud campeurs (1992)
- Bobi et son ami Grisette (1992)
- Pipo chien de berger (1992)
- Caroline à bicyclette (1993)
- Une fête chez Caroline (1993)
- Youpi au zoo (1993)
- Youpi à la mer (1993)
- Caroline fête les rois (1993)
- Le Noël de Pouf et Youpi (1993)
- Les Vacances de Caroline (1993)
- Bobi et Églantine (1993)
- Les Sept Câlins de la semaine (1994)

### Série télévisée
En 1994, les aventures de Caroline sont adaptées en une série télévisée d'animation en 52 épisodes, Caroline et ses amis.

### Série d'albums Caroline
En 2013, naît une série d'albums en tout petit format (155 × 215 mm), sous couverture souple, dans la collection « Les petits albums Hachette ». Les titres rappellent ceux des albums Caroline, mais en commençant à chaque fois par Caroline et ses amis… Les histoires et les dessins restent ceux de la série Caroline. Les textes de Pierre Probst sont remaniés.
- Caroline et ses amis : le mystère du chat fossile
- Caroline et ses amis déménagent
- Caroline et ses amis à la ferme
- Caroline et ses amis mènent l'enquête
- Caroline et ses amis au ranch
- Caroline et ses amis en vacances
- Caroline et ses amis dans leur maison
- Caroline et ses amis à Paris
- Caroline et ses amis font du cheval
- Caroline et ses amis aux sports d'hiver
- Caroline et ses amis aux Indes
- Caroline et ses amis au pôle Nord
- Caroline et ses amis au cirque

## La «rivale»
En 1954, soit un an après la parution du premier album de Caroline, l'éditeur belge Casterman propose Martine à la ferme, le premier album de la future série Martine. Le parallèle est souvent établi entre les deux héroïnes, leurs deux univers, les deux styles de dessin et les deux palettes de couleurs. Malgré un succès considérable (ou en raison de ce succès), Martine est parfois décriée ou moquée parce qu'elle est une enfant plus stéréotypée, parce qu'elle vit dans un univers plus conventionnel, parce qu'elle joue à la poupée ou à la « petite maman », parce qu'elle porte non pas une salopette rouge vif comme l'active Caroline, mais des « robes rose pastel à col Claudine ».